# Elías Wessin y Wessin
Elías Wessin  (Bayaguana, 22 de julio de 1924 - Santo Domingo, 18 de abril del 2009) fue un militar dominicano. Es conocido por haber liderado un golpe de Estado en contra de Juan Bosch y haber solicitado la intervención de los Estados Unidos cuando en la Revolución de abril de 1965 se intentó reponer a Bosch en la presidencia.

## Vida de Elías Wessin y Wessin

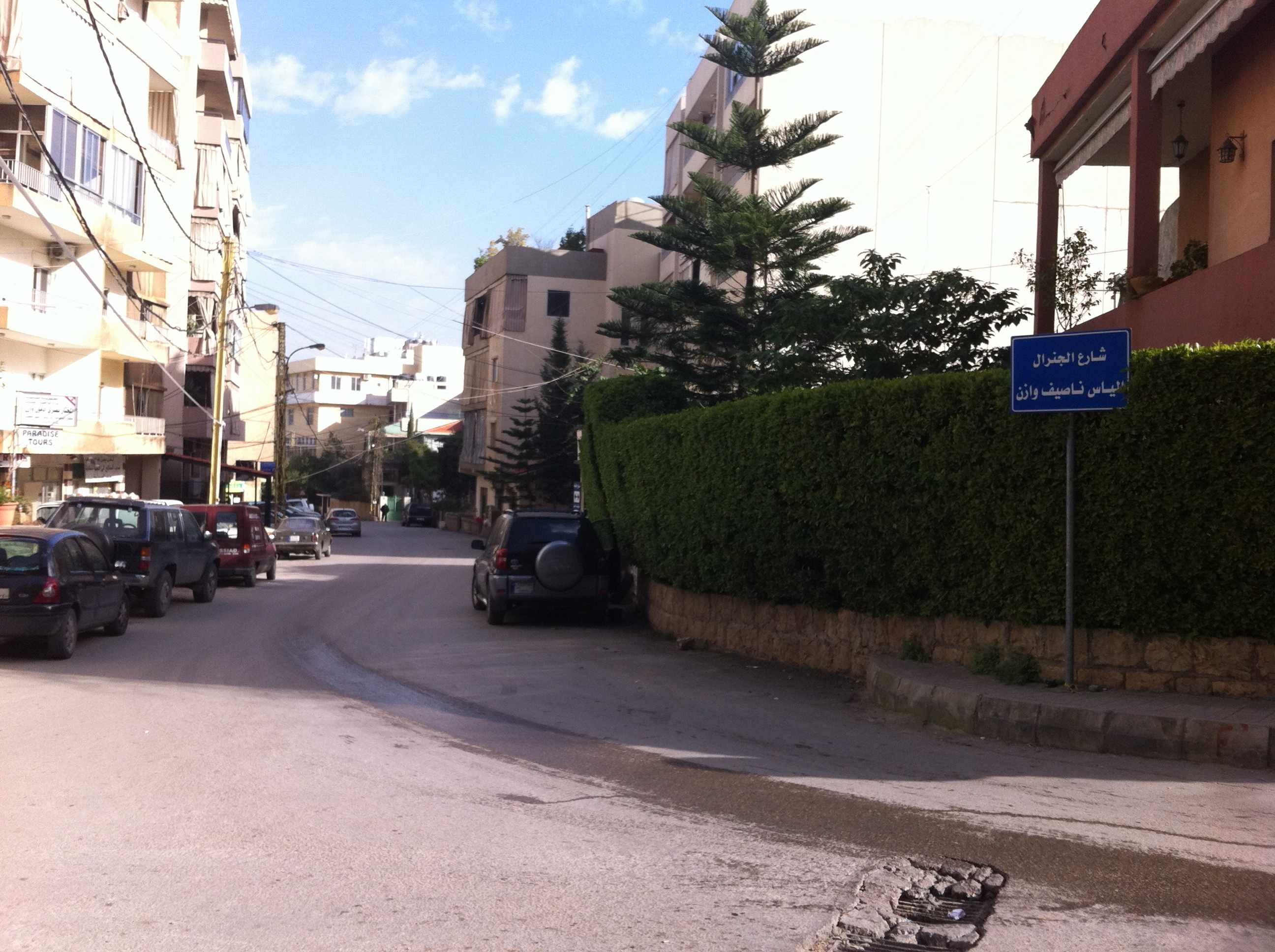
Calle General Elías Wazen en Decuane (Líbano).

Wessin y Wessin nació en Bayaguana, Provincia Monte Plata, República Dominicana, el 22 de julio de 1924. Sus padres eran inmigrantes nativos de la villa costanera de Decuane (en francés: Decouane; en inglés: Dekwaneh) en Líbano. En el presente, su apellido se translitera Wazen en el Líbano, reflejando la variante fonética dialectal propia del árabe libanés.
Contrajo matrimonio con Livia Chávez y fue padre de tres hijos, llamados Eduardo, Elías y Narciso.
Fue Coronel y comandante del Batallón de Infantería de la Base de Santiago y apoyó al general Pedro Rafael Rodríguez Echavarría para que los remanentes del régimen de Rafael Leónidas Trujillo salieran del país.
Fue una de las figuras principales de la Guerra Civil dominicana de 1965. Permaneció al lado de las fuerzas opuestas al retorno de la Constitución de 1963 y del retorno al poder de Juan Bosch a la presidencia.
Su ingreso en las Fuerzas Armadas se produjo el 11 de octubre de 1944 como estudiante de aviación. Se graduó como cadete piloto en 1945 y en 1948 como oficial segundo teniente.

## Guerra Civil Dominicana
Wessin y Wessin fue jefe de las Fuerzas Armadas en 1965 y dirigió unos de los sectores surgidos en ese mismo año en las Fuerzas Armadas llamado Clan San Isidro. Estos sectores surgieron por la crisis interna del Triunvirato, que era el gobierno formado por un golpe de Estado en 1963 y que estaba gobernando para entonces. Otro sector era el Clan San Cristóbal liderado por figuras como los generales Salvador Montás Guerrero, Félix Hermida hijo y los coroneles Neit Nivar Seijas y Braulio Álvarez.
Junto con estos sectores surgieron los constitucionalistas. Los constitucionalistas eran un grupo de jóvenes militares que luchaban por la democracia y el retorno de la Constitución de 1963 y de Juan Bosch junto con el pueblo. Wessin no estaba de acuerdo con ellos y por lo tanto se fue con las fuerzas opuestas. Luego de tratar de establecer una junta militar a la fuerza, con el fin de organizar nuevas elecciones en septiembre (1965) la cual fue rechazada por el pueblo que apoyaba a los constitucionalista para el regreso de Bosch,  Wessin y Wessin se asoció formalmente con las fuerzas armadas estadounidenses. Estos llegaron con la intención de socorrer a sus nacionales y otros extranjeros que deseaban salir de República Dominicana; sin embargo la marina estadounidense penetró la ciudad de Santo Domingo y acompañó a Wessin y Wessin para restablecer el orden e instalar un gobierno no comunista, para evitar los sucesos de cuba.
Wessin comandó a las autodenominadas tropas lealistas, que combatieron a los constitucionalistas. Pero por la incapacidad de las tropas comandadas por él para resistir a los constitucionalistas, llevó a los jefes militares a solicitar la intervención militar norteamericana que ya era un hecho puestos los norteamericanos comandaban, sobornaron y patrocinaron lo que en principio fuese una guerra civil, para luego convertirse en una guerra patria contra los "Yankees".
Sufrió las sombras del destierro, cuando en 1965, después de la contienda de abril, fue exiliado por primera vez a Miami, Estados Unidos hasta el año 1969.

## Wessin y Balaguer
La noche del 30 de junio de 1971, gran parte del país fue testigo de un acontecimiento sin precedentes en la historia dominicana, el presidente Joaquín Balaguer hablando por una cadena de radio y televisión, y acompañado de la alta oficialidad de las Fuerzas Armadas y la Policía Nacional, acusó al Elías Wessin, de dirigir un conspiración para derrocar su gobierno. Balaguer afirmó:

Abusando de la tolerancia de las autoridades, el general retirado Elías Wessin ha hecho difundir material subversivo en los cuarteles, ha sonsacado o pretendido sonsacar para construir un aparato conspirativo. No deseo ser yo mismo el que decida esta noche la suerte del ex general, prefiero que sean sus mismos compañeros de armas, que sean ellos que juzguen a este conspirador impenitente.

Seis días después de denunciado el complot por televisión fue enviado al exilio a Madrid, España, antes de irse declaró a la prensa yo seré un conspirador vulgar como dijo Balaguer, pero no soy un criminal y ladrón. Este destierro se prolongó hasta 1978 en España, Costa Rica, Panamá, Colombia y Curazao.

## Ideología Política
De ser unos de los grandes opositores a Balaguer, en 1986 fue un gran aliado político, pasó a ocupar varias funciones en el gobierno de Balaguer, entre ellas la de secretario de Interior y Policía, y posteriormente jefe de las Fuerzas Armadas.

## Comentarios de Elías Wessin y Wessin
En una entrevista publicada por el periódico 'Vértice Quisqueyano', órgano informativo del PQDC, Wessín y Wessín, afirma que su primera acción militar que, tuvo consecuencias políticas, acontece días después de la caída del régimen del dictador Trujillo (1961), como comandante del batallón de infantería de la Base de Santiago, allí apoyó al general Rodríguez Echavarría para que la familia Trujillo saliera del país.
Sostiene que a partir del Gobierno de Bosch operaban en el país 42 escuelas de adoctrinamiento marxista, y que la mayor parte funcionaba en edificios públicos, escuelas y gobernaciones provinciales.
Mis actuaciones antes, durante y después de la Guerra de abril de 1965, fueron con la fuerte convicción de que el país dominicano no le convenía un régimen socialista, no concebía que en las escuelas dominicanas se preparara el ateísmo, y estoy seguro que así pensaba y piensa la mayoría del pueblo dominicano.

## Muerte
Falleció el 18 de abril de 2009 en el hospital Central de las Fuerzas Armadas (FF.AA.) en donde estaba internado a causa de serias complicaciones de salud. Un paro cardiorrespiratorio quitó la vida a Wessin. A la hora de su muerte, a los 85 años, el general retirado Wessin y Wessin se había alejado de la actividad política directa.